# Carlos Piegari
Mario Carlos Piegari (Buenos Aires, 1952) es un músico y escritor argentino, que integró la formación original de Sui Generis entre 1967 y 1971, donde compuso la letra de varias canciones con Charly García, entre las que sobresale «Natalio Ruiz». Fundó e integró también las bandas América Libre, Latitud Sur, Avatar y Cinema. En 2001 estableció su residencia en Barcelona, donde se dedicó plenamente a la escritura. En 2018 publicó el libro Kitschfilm, en donde mezcla crónica y ficción. 

## Biografía
Mario Piegari nació en 1952. De niño estudió sistemáticamente música y guitarra clásica en el Conservatorio León Vicente Gascón. Siendo adolescente, en la década de 1960, formó una banda de música beat llamada The Century Indignation, con Nito Mestre (flauta y voz), Hernán Iglesias (guitarra), Hugo Milione (bajo) y Daniel Militano (batería). Piegari cantaba, componía y tocaba la guitarra. En 1967, The Century Indignation se fusionó con la banda To Walk Spanish, liderada por Charly García, para formar Sui Generis, que años después se convertiría en una de las bandas emblemáticas del «rock nacional» argentino, estructurada como dúo entre García y Mestre. Piegari tenía desde niño una fuerte vocación literaria y se asoció con Charly García para aportar la letra a las melodías que componía quién luego sería uno de los máximos músicos latinoamericanos. Entre las obras musicales creadas por Piegari con García en aquellos años se destaca la ópera rock Teo (de la cual se han preservado los temas «Marina» y «Grito»), «Natalio Ruiz» que el dúo Sui Generis convirtió en éxito nacional y luego incluyó en el álbum Vida (1972); «Tu alma te mira hoy», incluido en Porsuigieco (1976) y «Monoblock», incluido en Sinfonías para adolescentes (2000). También en esa época compuso la canción «Gaby», con Alejandro Correa, que Charly García incluyó en el álbum Música del alma (1980). Nito Mestre dio a conocer públicamente en 2010, un audio inédito grabado cerca de 1971 por el dúo Sui Generis, en el sello Melopea, titulado «La bicicleta oxidada», obra de Piegari/García.
Luego de abandonar Sui Generis en 1971, con el fin de realizar un tipo de música más comprometida formó los grupos América libre, Latitud Sur y Avatar. Avatar también fue un estudio de grabación y escuela musical en actividad durante las décadas de 1970 y 1980, luego rebautizado Verne. 
América libre se formó en 1972, integrado por compañeros de la formación inicial de Sui Generis, como Alejandro Correa y Jorge Fortich. Tocaban principalmente en actos y reuniones políticas y realizaron una gira a Europa. En 1974 grabaron el álbum El país de la verdad. En 1976, por razones de seguridad al asumir la dictadura que tomó el poder ese año, cambiaron el nombre de la banda por Latitud Sur.
Avatar estaba integrada por Daniel Fernández (batería y percusión), Edgardo Fernández (bajo Alembic), Horacio Gianello (percusión y voces), Adolfo Martínez (primera guitarra, voz y guitarra acústica), Daniel “Olaf” Mele (batería, percusión y tumbadoras) y Piegari (teclados, voces y guitarras), entre otros. Publicó un álbum en 1983, titulado Mejor es hoy, con la producción de Gianello editado por el sello Music Hall.
Een 1984, luego de las malas críticas a este disco y al auge que estaban teniendo las bandas de new wave como Virus, Soda Stereo, Los Abuelos de la Nada, Suéter, Los Twist y otros, Avatar abrazó a este estilo cambiando su nombre por Cinema. Publicó un álbum, El doble.
Después se dedicó a escribir, desempeñándose también como periodista cultural. En 2001 estableció su residencia en Barcelona, donde se dedicó plenamente a la escritura. En 2018 publicó el libro Kitschfilm, en donde mezcla crónica y ficción.